# Oklahoma State University – Stillwater
Die Oklahoma State University – Stillwater (auch OSU genannt) ist eine staatliche Universität in Stillwater im Norden des US-Bundesstaates Oklahoma. Die Universität ist mit 23.307 Studenten die zweitgrößte öffentliche Hochschule nach der University of Oklahoma. Sie ist der wichtigste Standort des Oklahoma State University System.
Die Universität ist bekannt für ihre Forschung und Lehre in den Bereichen Architektur, Landwirtschaft, Maschinenbau und Tiermedizin.

## Geschichte
Die Universität wurde am 24. Dezember 1890 als Oklahoma Territorial Agricultural and Mechanical (A&M) College gegründet. Das College wurde in dem damaligen Bezirk Payne gegründet. Die unklare Bezeichnung "Territorial" College führte zu Rivalitäten zwischen den Städten in Payne. Mit dem Erlangen der Eigenstaatlichkeit wurde das Wort "Territorial" schließlich im Jahre 1907 aus dem Titel gestrichen. Den heutigen Namen erhielt die Universität 1957.

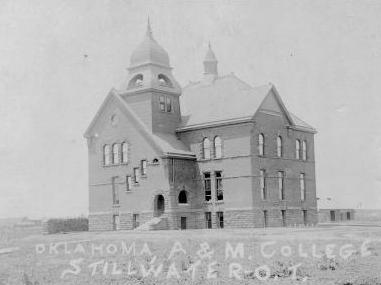
Foto von der Old Central der OSU, circa 1894

Die ersten Studenten besuchten die Universität am 14. Dezember 1891. Der Unterricht wurde für zweieinhalb Jahre in örtlichen Kirchen abgehalten bis schließlich das erste akademische Gebäude, später bekannt unter dem Namen Old Central, am 15. Juni 1894 eröffnet wurde. Im Jahre 1896 folgte die erste Abschlussfeier mit sechs männlichen Akademikern.
Einen Großen Anteil an dem Wachstum der OAMC hatte der damalige Schulleiter Henry G. Bennet, welcher sich zwischen 1928 und 1950 für das College engagierte. Dr. Bennet hatte bereits während seiner Amtszeit große Visionen für das College. Einer seiner Hauptaspekte für das Wachstum des Colleges war das Eröffnen einer eigenen Bibliothek für die Universität. Diese Vision wurde im Jahre 1953 mit der Eröffnung der Edmon Low Library Wirklichkeit.

## Fakultäten
- Human Environmental Sciences
- Ingenieurwesen, Architektur und Technologie
- Künste und Wissenschaften
- Landwirtschaft und natürliche Ressourcen
- Pädagogik
- Veterinärwissenschaften
- Wirtschaftswissenschaften (William S. Spears School of Business)
- Honors College
- Graduate College

## Studenten

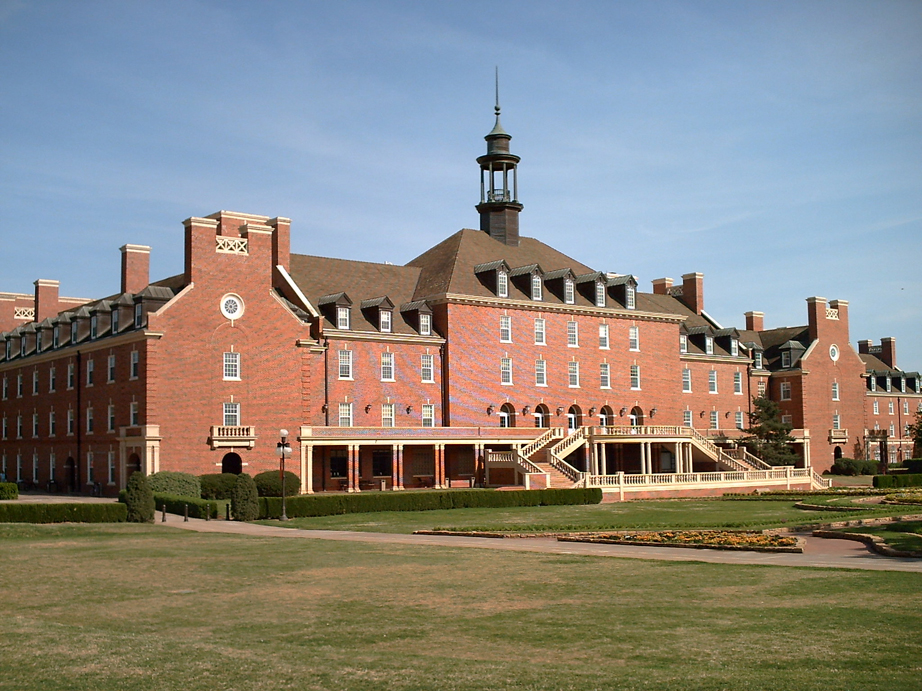
Studentenhaus an der Oklahoma State University – Stillwater

Im Jahr 2005 waren 48 % der Studentenschaft Frauen und 52 % Männer. 77 % der Studenten kamen aus Oklahoma, rund 14 % aus anderen Bundesstaaten und 9 % aus dem Ausland.
Ethnisch setzte sich die Studentschaft wie folgt zusammen:
- 75,79 % Weiße
- 8,03 % Native Americans
- 3,89 % Afro-Amerikaner
- 1,89 % Hispanics
- 1,65 % Asiaten

## Sport
Die Sportmannschaft der OSU sind die Oklahoma State Cowboys und Cowgirls. Das Maskottchen ist ein Cowboy mit dem Namen Pistol Pete. Die Hochschule ist Mitglied der Big 12 Conference in der Süd Division. Amtierender Sportdirektor ist Mike Holder. 

Insgesamt hat die Oklahoma State University 48 nationale Meisterschaften gewonnen. Damit hat die OSU die viert meisten nationalen Titel im Land gewonnen. Die Meisterschaften verteilen sich dabei auf folgende Sportarten:
- Ringen (34)
- Golf (10)
- Basketball (2)
- Baseball (1)
- Geländelauf (1)

## Bekannte Absolventen
- Tony Allen (* 1982), Basketballspieler
- Adnan Badran (* 1935), Ministerpräsident von Jordanien
- Garth Brooks (* 1962), Sänger
- Gary Busey (* 1944), Schauspieler
- Chris Carson (* 1994), Footballspieler
- Jake Colhouer (1922–1998), Footballspieler und Unternehmer
- John Paul Hammerschmidt (1922–2015), Politiker
- Joel Hefley (* 1935), Politiker
- Justice Hill (* 1997), Footballspieler
- Tyreek Hill (* 1994), Footballspieler
- Henry Iba (1904–1993), Basketballtrainer
- James Marsden (* 1973), Schauspieler
- Ed Roberts (1941–2010), IT-Unternehmer
- Stuart Roosa (1933–1994), Astronaut
- Barry Sanders (* 1968), Footballspieler
- Marcus Smart (* 1994), Basketballspieler
- John Smith (Ringer) (* 1965), Ringer
- Eddie Sutton (1936–2020), Basketballtrainer
- Thurman Thomas (* 1966), Footballspieler
- Scott Verplank (* 1964), Profigolfer
- Darrent Williams (1982–2007), Footballspieler